# Yes
 For alternative betydninger, se Yes (flertydig). (Se også artikler, som begynder med Yes)
Yes er et engelsk progressivt rockband, der blev dannet i 1968 i London. Gruppens musik er karakteriseret ved store dynamiske kontraster, der giver mulighed for at vise medlemmernes evner på deres instrumenter i ofte lange numre med abstrakte tekster. Blandt kendetegnene er også, at gruppen blander elementer fra klassisk musik med rock.[kilde mangler]
Gruppen har eksisteret i en række forskellige konstellationer og i perioder ligget stille, men eksisterer per 2018 i to forskellige konstellationer. Den ene, som optræder under det originale navn Yes, har bandets mangeårige guitarist Steve Howe som forperson, mens en separat gruppe turnerer under navnet YES feat. ARW med gruppens grundlægger Jon Anderson i spidsen.

## Historie
Yes blev dannet i 1968 af sangeren Jon Anderson og el-bassisten Chris Squire. Begge havde været nogle år i musikbranchen, og da de mødte hinanden, fandt de ud af, at de delte interessen for at arbejde med vokalharmonier, og de begyndte at samarbejde. Anderson kom med i Squires gruppe på det tidspunkt, kaldet Mabel Greer's Toyshop, som også blandt andet omfattede guitaristen Peter Banks, men efterhånden blev flere af gruppens øvrige medlemmer skiftet ud. Først kom trommeslageren Bill Bruford til via en avisannonce, og senere kom også keyboardspilleren Tony Kaye med, og med disse fem musikere begyndte gruppen at kalde sig Yes. Banks var idemand til navnet, der ville være tydeligt på plakater, fordi det var så kort.
Gruppen spillede første gang under navnet 4. august 1968 på en ungdomslejr, og kort efter blev den opvarmningsnavn for Cream. I begyndelsen arbejdede gruppen en del med at ændre på andres numre, så de fik blev længere og fik et mere progressivt udtryk. De fik et afbudsengagement på den berømte Marquee Club i London og opnåede herudfra at blive husorkester i en periode. Dette banede vej for, at de blev spillet i radioen, og da Melody Makers skribent, Tony Wilson, udnævnte Yes sammen med Led Zeppelin til at være de nye grupper, der mest sandsynligt ville blive til noget, var deres navn slået fast.
I juli 1969 udsendtes gruppens første album, Yes, og med Anderson og Squires vokalharmonier samt opfindsom behandling af f.eks. The Byrds-nummeret I See You opnåede albummet en god anmeldelse i Rolling Stone.[kilde mangler] Det næste album blev yderligere sofistikeret med blandt andet medvirken af et 30-mandsorkester, men har også et rygte for at være noget ujævnt med til tider instrumenternes overdøvelse af vokalharmonierne.[kilde mangler]
1970'erne går generelt for at være gruppens gyldne periode.[kilde mangler] Gruppens lyd blev efterhånden fastlagt, og de første udskiftninger af medlemmerne kom. Guitaristen Steve Howe erstattede Banks, og keyboardspilleren Rick Wakeman kom ind i stedet for Kaye. Der blev indspillet en række albums, og gruppen gav en lang række koncerter. I 1981 fik flere af gruppens musikere imidlertid andre interesser, og gruppen gik i opløsning, men allerede i starten af 1983 fandt de fleste af de tidligere medlemmer sammen igen, og gruppen tog fat igen.
Den gendannede gruppe indspillede albummet 90125, der blev den hidtil største kommercielle succes for gruppen. Her havde gruppen moderniseret sin lyd med de efterhånden mere avancerede elektroniske virkemidler, som man blandt andet kan høre på hittet fra albummet Owner of a Lonely Heart, der strøg til tops på både disco- og R&B-hitlister. Nogle af de musikere, der havde været medlemmer af gruppen i tidens løb, var imidlertid ikke så glade for kommercialiseringen og ønskede at vende tilbage til 70'er-lyden[kilde mangler], men måtte ikke bruge navnet af rettighedsgrunde. Det blev derfor til gruppen "Anderson Bruford Wakeman Howe" eller blot ABWH.
Samtidig arbejdede Squire og andre af den originale gruppe videre, men manglede en forsanger, og til sidst endte det med, at gruppen kontaktede ABWH, og resultatet blev i 1991 albummet Union, der havde numre fra begge lejre, men med Anderson som forsanger på alle numrene, og der blev efterfølgende lavet en "Mega-Yes"-turne, hvor otte musikere spillede såvel musik fra det nye album som fra Yes' bagkatalog. Turneen blev en gigantisk succes, da den appellerede til såvel fans af den originale gruppe som til fans af den mere kommercielle 80'er-udgave af gruppen.
Denne konstellation holdt dog kun til denne turne, og op gennem 1990'erne bestod gruppens kerne af Anderson, Squire, Trevor Rabin, Kaye og Alan White, mens en række musikere kom til og fra. I 2002 kom Wakeman tilbage til gruppen, men i 2004 gik gruppen i dvale, og medlemmerne arbejdede hver for sig. Planer om en 40-års-genforeningsturne måtte dog opgives på grund af helbredsproblemer hos Wakeman og Anderson (Wakemans søn var egentlig taget ind i stedet for sin far, men Anderson var sværere at erstatte).
I 2021 udgiver Yes det første studiealbum (The Quest), uden deltagelse af nogen af de oprindelige medlemmer af gruppen.

## Gruppens sammensætning
| År        | Forsanger         | Guitar                      | Keyboards              | Bas               | Trommer                 |
| --------- | ----------------- | --------------------------- | ---------------------- | ----------------- | ----------------------- |
| 1968–1970 | Jon Anderson      | Peter Banks                 | Tony Kaye              | Chris Squire      | Bill Bruford            |
| 1970–1971 | Jon Anderson      | Steve Howe                  | Tony Kaye              | Chris Squire      | Bill Bruford            |
| 1971–1972 | Jon Anderson      | Steve Howe                  | Rick Wakeman           | Chris Squire      | Bill Bruford            |
| 1972–1974 | Jon Anderson      | Steve Howe                  | Rick Wakeman           | Chris Squire      | Alan White              |
| 1974–1976 | Jon Anderson      | Steve Howe                  | Patrick Moraz          | Chris Squire      | Alan White              |
| 1976–1980 | Jon Anderson      | Steve Howe                  | Rick Wakeman           | Chris Squire      | Alan White              |
| 1980–1981 | Trevor Horn       | Steve Howe                  | Geoff Downes           | Chris Squire      | Alan White              |
| 1981–1983 | Gruppen opløst    | Gruppen opløst              | Gruppen opløst         | Gruppen opløst    | Gruppen opløst          |
| 1983–1989 | Jon Anderson      | Trevor Rabin                | Tony Kaye              | Chris Squire      | Alan White              |
| 1990–1992 | Jon Anderson      | Trevor Rabin Steve Howe     | Tony Kaye Rick Wakeman | Chris Squire      | Alan White Bill Bruford |
| 1993–1994 | Jon Anderson      | Trevor Rabin                | Tony Kaye              | Chris Squire      | Alan White              |
| 1994–1995 | Jon Anderson      | Trevor Rabin Billy Sherwood | Tony Kaye              | Chris Squire      | Alan White              |
| 1995–1997 | Jon Anderson      | Steve Howe                  | Rick Wakeman           | Chris Squire      | Alan White              |
| 1997      | Jon Anderson      | Steve Howe Billy Sherwood   | Billy Sherwood         | Chris Squire      | Alan White              |
| 1997–2000 | Jon Anderson      | Steve Howe Billy Sherwood   | Igor Khoroshev         | Chris Squire      | Alan White              |
| 2000      | Jon Anderson      | Steve Howe                  | Igor Khoroshev         | Chris Squire      | Alan White              |
| 2001–2002 | Jon Anderson      | Steve Howe                  |                        | Chris Squire      | Alan White              |
| 2002–2004 | Jon Anderson      | Steve Howe                  | Rick Wakeman           | Chris Squire      | Alan White              |
| 2004–2008 | Gruppen "i dvale" | Gruppen "i dvale"           | Gruppen "i dvale"      | Gruppen "i dvale" | Gruppen "i dvale"       |
| 2009-2011 | Benoit David      | Steve Howe                  | Oliver Wakeman         | Chris Squire      | Alan White              |
| 2011-2012 | Benoit David      | Steve Howe                  | Geoff Downes           | Chris Squire      | Alan White              |
| 2012-2016 | Jon Davison       | Steve Howe                  | Geoff Downes           | Chris Squire      | Alan White              |
| 2016-2022 | Jon Davison       | Steve Howe                  | Geoff Downes           | Billy Sherwood    | Alan White              |
| 2022-     | Jon Davison       | Steve Howe                  | Geoff Downes           | Billy Sherwood    | Jay Schellen            |

## Diskografi
Yes har udgivet følgende albums:
- Yes (1969)
- Time and a Word (1970)
- The Yes Album (1971)
- Fragile (1971)
- Close to the Edge (1972)
- Yessongs (Live 1973)
- Tales from Topographic Oceans (1973)
- Yesterdays (Compilation 1974)
- Relayer (1974)
- Going for the One (1977)
- Tormato (1978)
- Yesshows (Live 1980)
- Drama (1980)
- Classic Yes (Compilation 1981)
- 90125 (1983)
- 9012Live-The Solos (Live 1985)
- Big Generator (1987)
- Yesyears (Compilation 1991)
- Yesstory (Compilation 1992)
- Union (1991)
- Highlights - Very Best Of Yes (Compilation 1993)
- Talk (1994)
- Keys to Ascension (delvis live, 1996)
- Keys to Ascension 2 (delvis live, 1997)
- Open Your Eyes (1997)
- The Ladder (1999)
- House of Yes from House of Blues (2000)
- Magnification (2001)
- In a Word 1969- (Compilation, 2002)
- The Ultimate Yes: 35th Anniversary Collection (Compilation 2003)
- Symphonic Live (2003)
- The Word Is Live (Live compilation, 2005)
- Live at Montreux 2003 (Live, 2007)
- Union Live (2011)
- Fly from Here (2011)
- In the Present - Live from Lyon (2011)
- Heaven & Earth (2014)
- Songs from the Tsongas, Live 2004 (2014)
- Like It Is - Yes at The Bristol Hippodrome (Live 2014)
- Like It Is - Yes at The Mesa Arts Center (Live 2015)
- Progeny - Seven Shows From Seventy-two (Live 2015)
- Topographic Drama - Live Across America (Live 2017)
- Live At The Apollo - Yes Feat. Jon Anderson, Trevor Rabin & Rick Wakeman (Live 2018)
- Fly From Here - The Return Trip (Re-indspilning af "Fly From Here" fra 2011, med Trevor Horn, 2018)
- Yes 50 Live (50 års Jubilæumskoncert, 2019)
- From A Page (Specialudgivelse af overskudsmateriale fra "Fly From Here" fra 2011, 2019)
- The Royal Affair Tour - Live from Las Vegas (Live 2020)
- The Quest (2021)
- Mirror to the Sky (2023)